# Lənkəran (Stadt)
Lənkəran oder deutsch Länkäran (auch Lankaran, russisch Ленкорань Lenkoran) ist eine Stadt im Süden von Aserbaidschan am Kaspischen Meer. Die Stadt liegt inmitten des Rayons Lənkəran, dessen Verwaltungssitz sie ist, zu dem sie aber als Stadt mit Rayonstatus nicht selbst gehört. Lənkəran hat 52.900 Einwohner (Stand: 2021). 2014 betrug die Einwohnerzahl etwa 51.300.

## Bevölkerung und Stadtname
Ein großer Teil der Einwohner der Stadt gehört dem Volk der Talyschen an. Diese haben ihre Kultur und Traditionen weitgehend erhalten. Der Name der Stadt soll von Lan Karan kommen, was in der Sprache der Talyschen Schilfhaus bedeutet.
Eine andere Erklärung besagt, dass die Stadt ehemals Langarkanan hieß. Langarkanan ist persisch und bedeutet sinngemäß Ort wo man die Anker heraufzieht. Langar (لنگر) steht für „Anker“, kan (کن) steht für „ziehen“. Das Suffix -an (آن) ist typisch für Ortsnamen.

## Geschichte
Die Stadt wurde im Sumpfland am nördlichen Ufer des Flusses Lənkərançay (russ. Lenkoranka) gegründet. Die Siedlungsspuren reichen bis in die Jungsteinzeit zurück, auch gibt es Ruinen von Siedlungen der Bronze- und Eisenzeit. Herodot und Strabon erzählten von Siedlungen in der Gegend um Lənkəran.
Ab dem 16. Jahrhundert gewann die Stadt an Bedeutung. Von 1728 bis 1735 war die Stadt von Russland besetzt, danach von Persien. Lənkəran wurde Hauptstadt des Khanats Talysch, das 1747 nach dem Tod des persischen Herrschers Nadir Schah entstand. Am 1. Januar 1813 wurde es von der Russischen Armee unter Pjotr Kotljarewski nach einer kurzen Belagerung eingenommen. Nach dem Frieden von Gulistan von 1813 wurde es Teil des Russischen Reiches. Die Stadt wurde 1840 Verwaltungssitz des Ujesds Lenkoran, der zunächst der Kaspischen Oblast unterstellt war, ab 1846 zum Gouvernement Schemacha und ab 1859 zum Gouvernement Baku gehörte. In den 1850er Jahren hatte die Stadt 2600 Einwohner. 1911 waren es bereits 8768 Bewohner.
Während des Russischen Bürgerkriegs wurde in der Stadt eine bolschewistische Republik Mughan ausgerufen, die aber wenige Monate später in der Republik Aserbaidschan aufging. 1920 wurde Aserbaidschan Teil der Transkaukasischen SFSR, später der Sowjetunion.
1993 wurde in der Stadt von Alikram Humbetov, unterstützt von einem Panzerregiment, eine Autonome Talysch-Mugan-Republik ausgerufen. Der Aufstand wurde aber bald niedergeschlagen, die Republik brach zusammen und wurde dem aserbaidschanischen Staat eingegliedert.

## Wirtschaft
In der Region um Lənkəran ist die Landwirtschaft bedeutend, besonders die Produktion von Frühlings- und Wintergemüse. Des Weiteren werden in dem warmen Klima Reis, Wein und Zitronen angebaut. Auch wird Eichenholz gefällt und unter anderem zu Möbeln verarbeitet. Des Weiteren gibt es mehrere Teeverarbeitungsbetriebe und Seiden- sowie Teppichproduktionen.
Die Region ist besonders bekannt für das Parrotia persica, das Eisenholz, das hier wächst und verarbeitet wird.

## Sehenswürdigkeiten
In der Stadt gibt es ein historisches Museum, das wegen seiner Sammlungen und der Architektur selbst sehenswert ist. Es wurde an der Stelle des alten Khanpalastes errichtet. Es gibt eine große Moschee und nahe dieser einen Basar.
In der Stadt stehen ungewöhnlich viele Panzer. Diese sind mitunter Denkmale oder auch funktionstüchtige, die am Kaspischen Meer aufgestellt sind.
Nahe Lənkəran gibt es viele Sandstrände sowie Thermalquellen im 12 km westlichen Andjin. Nahe dem Dorf Ballabur finden sich dort auch die Ruinen einer gleichnamigen Burganlage.
Ebenso liegen bei der Stadt die Nationalparks von Kizilagach und Gircan.

## Verkehr
Es gibt einen Nachtzug von Baku, der bis Astara an der iranischen Grenze weiterfährt. Westlich der Stadt befindet sich der Flughafen Lənkəran. Durch die Fernstraße M3 ist die Stadt an das aserbaidschanische Fernstraßennetz angeschlossen.

## Klimatabelle
|                       | Jan | Feb | Mär  | Apr  | Mai  | Jun  | Jul  | Aug  | Sep  | Okt  | Nov  | Dez  |   |      |
| Mittl. Tagesmax. (°C) | 7,2 | 7,2 | 11,0 | 17,5 | 22,5 | 27,2 | 30,4 | 29,5 | 25,9 | 19,9 | 14,1 | 10,1 | ⌀ | 18,6 |
| Mittl. Tagesmin. (°C) | 0,0 | 1,0 | 3,9  | 8,6  | 13,1 | 17,5 | 20,1 | 19,7 | 16,9 | 11,8 | 6,7  | 2,5  | ⌀ | 10,2 |
|                       |     |     |      |      |      |      |      |      |      |      |      |      |   |      |
| Niederschlag (mm)     | 91  | 114 | 90   | 50   | 54   | 22   | 17   | 50   | 143  | 259  | 168  | 88   | Σ | 1146 |
|                       |     |     |      |      |      |      |      |      |      |      |      |      |   |      |
| Regentage (d)         | 10  | 10  | 11   | 8    | 8    | 3    | 2    | 4    | 7    | 13   | 12   | 9    | Σ | 97   |

| 0,0 |

| 1,0 |

| 3,9 |

| 8,6 |

| 13,1 |

| 17,5 |

| 20,1 |

| 19,7 |

| 16,9 |

| 11,8 |

| 6,7 |

| 2,5 |

| 0,0 |

| 1,0 |

| 3,9 |

| 8,6 |

| 13,1 |

| 17,5 |

| 20,1 |

| 19,7 |

| 16,9 |

| 11,8 |

| 6,7 |

| 2,5 |

## Persönlichkeiten
- Səməd bəy Mehmandarov (1855–1931), aserbaidschanischer Militärkommandeur, General der Artillerie der Kaiserlichen Russischen Armee und Kriegsminister der Demokratischen Republik Aserbaidschan
- Hasi Aslanow (1910–1945), sowjetisch-aserbaidschanischer Panzerkommandant, Generalmajor der sowjetischen Armee und Held der Sowjetunion
- Rauf Həbibov (* 1965), aserbaidschanischer Politiker
- Muchtar Muchtarow (* 1986), kasachischer Fußballspieler
- Ramin Əzizov (* 1988), aserbaidschanischer Taekwondoin
- Orxan Səfərov (* 1991), aserbaidschanischer Judoka